# Melodifestivalen 1993
La edición de 1993 del Melodifestivalen tuvo lugar el 5 de marzo de 1993 en el Lisebergshallen de Gotemburgo. Los presentadores fueron los integrantes del grupo Triple & Touch (participantes en el Melodifestivalen 1988: Lasse Kronér, Göran Rudbo y Ken Wennerholm. La dirección de orquesta corrió a cargo de Curt-Eric Holmquist.
| Nr. | Artista             | Canción                | Texto/Música                             | Puntos | Posición |
| --- | ------------------- | ---------------------- | ---------------------------------------- | ------ | -------- |
| 1   | N.E.O               | Högt i det blå         | Dan Ådahl                                | -      | -        |
| 2   | Monica Silverstrand | Vågornas sång          | Per Andreasson y Anders Dannvik          | 8      | 5        |
| 3   | Lena Pålsson        | Sjunde himlen          | Stephan Berg                             | 13     | 4        |
| 4   | Fredrik Swahn       | På vingar av kärlek    | Kjell-Åke Norén                          | -      | -        |
| 5   | Nick Borgen         | We Are All the Winners | Nick Borgen                              | 42     | 2        |
| 6   | Christer Björkman   | Välkommen till livet   | Michael Bolyos y Örjan Strandberg        | -      | -        |
| 7   | Pernilla Emme       | I dina ögon            | Per Andreasson y Anders Dannvik          | 28     | 3        |
| 8   | Richard Carlsohn    | Ge mig din hand        | Martin Klaman y Hans Skoog               | -      | -        |
| 9   | Tina Leijonberg     | Närmare dig            | Ingela 'Pling' Forsman y Håkan Mjörnheim | -      | -        |
| 10  | Arvingarna          | Eloise                 | Gert Lengstrand y Lasse Holm             | 56     | 1        |

## Sistema de Votación
Un jurado se encuentra presente en cada uno de los once distritos en los que la Radio Televisión Sueca tiene dividido el país. Dichos jurados, seleccionan cinco de las 10 canciones participantes, que acceden directamente a la final. Las llamadas telefónicas seleccionan de estas cinco, la ganadora.
Los rotativos suecos publicaron, poco después de celebrarse el festival, que si hubiera habido algún problema técnico con las llamadas, los puntos de los jurados habrían otorgado la victoria al tema interpretado por Nick Borgen. 
| Tabla de llamadas recibidas y puntos       | Tabla de llamadas recibidas y puntos | Tabla de llamadas recibidas y puntos | Tabla de llamadas recibidas y puntos | Tabla de llamadas recibidas y puntos | Tabla de llamadas recibidas y puntos | Tabla de llamadas recibidas y puntos | Tabla de llamadas recibidas y puntos | Tabla de llamadas recibidas y puntos | Tabla de llamadas recibidas y puntos |
| Artista/Distrito                           | Malmö                                | Växjö                                | Norrk.                               | Estoc.                               | Falun                                | Luleå                                | Gotem.                               | Puntos                               | Posición                             |
| ------------------------------------------ | ------------------------------------ | ------------------------------------ | ------------------------------------ | ------------------------------------ | ------------------------------------ | ------------------------------------ | ------------------------------------ | ------------------------------------ | ------------------------------------ |
| Silverstrand                               | 1 740=1                              | 1 290=1                              | 946=2                                | 1 503=1                              | 518=1                                | 1 239=1                              | 1 647=1                              | 8 883=8                              | 5                                    |
| Lena Pålsson                               | 2 182=2                              | 2 166=2                              | 941=1                                | 1 614=2                              | 767=2                                | 1 674=2                              | 2 061=2                              | 11 405=13                            | 4                                    |
| Nick Borgen                                | 11 601=6                             | 99 093=6                             | 5 573=6                              | 9 065=6                              | 3 506=6                              | 6 963=6                              | 11 697=6                             | 57 498=42                            | 2                                    |
| Pernilla Emme                              | 2 988=4                              | 2 549=4                              | 1 736=4                              | 3 064=4                              | 1 003=4                              | 1 968=4                              | 4 033=4                              | 17 341=28                            | 3                                    |
| Arvingarna                                 | 12 349=8                             | 9 716=8                              | 6 705=8                              | 11 695=8                             | 4 419=8                              | 9 101=8                              | 16 933=8                             | 70918=56                             | 1                                    |
| colspan="8" style="background:#efefef;" \| | 166 045 total                        | 166 045 total                        |                                      |                                      |                                      |                                      |                                      |                                      |                                      |

- Christer Björkman había ganado la edición del año anterior y representado a Suecia en el Festival de la Canción de Eurovisión 1992. Pernille Emme había sido integrante del coro que acompañó a Noruega en Eurovisión 1990.